# ۱۱۲۱ (خورشیدی)
۱۱۲۰ هزار و صد و بیستمین سال هجری خورشیدی است.

## زادگان
- ۲۷ خرداد - آغامحمدخان قاجار، (درگذشت: ۱۱۷۶)،بنیانگذار دودمان قاجاریه در ایران